# خوزه لیت ده واسکونسلوس
خوزه لیت ده واسکونسلوس کاردوسو پریرا د ملو (به پرتغالی: José Leite de Vasconcelos Cardoso Pereira de Melo) (۷ ژوئیه ۱۸۵۸—۱۷ می ۱۹۴۱) بک مردم‌نگار پرتغالی، باستان‌شناس و پدیدآور پرکاری که نوشته‌های گسترده‌ای دربارهٔ پیشاتاریخ و لغت‌شناسی پرتغالی از خود به جای گذاشته است. وی مؤسس و نخستین مدیر موزه ملی باستان‌شناسی (لیسبون) است.

## زندگی‌نامه
از کودکی، لیت‌دی واسکونسلوس به محیط اطراف خود توجه داشت و در دفترچه‌های کوچک هر آنچه که به او جلب‌نظر می‌کرد را یادداشت می‌کرد. در سن ۱۸ سالگی به پورتو رفت و در سال ۱۸۸۱ مدرک کارشناسی در علوم طبیعی و در سال ۱۸۸۶ مدرک کارشناسی دوم در پزشکی را دریافت کرد. با این حال، او تنها به مدت یک سال به عنوان پزشک فعالیت کرد و در سال ۱۸۸۷ به عنوان مدیر بهداشت در کاداول خدمت کرد.

### تحقیقات زبان‌شناسی
پایان‌نامه‌اش در سال ۱۸۸۶ با عنوان "تکامل زبان" (Evolução da linguagem) نشان‌دهنده علاقه اولیه‌ای بود که تمام عمر طولانی‌اش را تحت تأثیر قرار داد. آموزش علمی‌اش انضباط پژوهشی دقیق و جامعی را به کارش در زمینه‌های زبان‌شناسی، باستان‌شناسی یا مردم‌شناسی منتقل کرده بود. او مجله‌های "Revista Lusitana" (۱۸۸۹) و "Arqueólogo Português" (۱۸۹۵) را آغاز کرد و در سال ۱۸۹۳ موزه ethnológico de Belém را تأسیس کرد.
در دانشگاه پاریس، پایان‌نامه دکترا با عنوان "طرحی از یک گویش‌شناسی پرتغالی" (Esquisse d'une dialectologie portugaise) را در سال ۱۹۰۱ تکمیل کرد که اولین مجموعه مهمی از گویش‌های پرتغالی بود (کاری که بعدها توسط مانوئل دی پایوا بولئو و لوئیز لیندلی سینترا ادامه و پیشرفته‌تر شد). او همچنین با اثر "نام‌های شخصی پرتغالی" (Antroponímia Portuguesa) به مطالعه نام‌های پرتغالی پیشگام شد و بعد از انتصابش در سال ۱۸۸۷ به عنوان مسئول کتابخانه ملی در لیسبون به مطالعه سکه‌شناسی و زبان‌شناسی پرتغالی پرداخت. با تأسیس دانشکده ادبیات در دانشگاه لیسبون در سال ۱۹۱۱، او به عنوان استاد زبان لاتین و فرانسوی قرون وسطی منصوب شد.